# Alien Carnage
Alien Carnage is een computerspel ontwikkeld door  Interactive Binary Illusions en uitgegeven door Apogee Software voor DOS. Het platformspel kwam uit op 2 november 1994.
Alien Carnage werd een jaar eerder uitgebracht op 10 oktober 1993 onder de titel Halloween Harry.
Het spel bestaat uit vier hoofdstukken. Het eerste deel is uitgebracht als shareware, de overige drie zijn commercieel verhandeld. Het spel werd in 2007 beschikbaar als freeware.

## Plot
Halloween Harry moet de wereld redden van buitenaardse wezens die de wereld willen overnemen. De wereldbevolking is door hen veranderd in zombies. Harry wordt geholpen door Diane, die hem voorziet van informatie via een intercom.

## Vervolg
In 1996 verscheen een opvolger, genaamd Zombie Wars. Dit spel vindt drie jaar na het oorspronkelijke verhaal plaats. De buitenaardse wezens willen opnieuw wereldheerschappij en Harry en Diane moeten wederom de wereld redden.